# Campeonato Russo de Futebol de 2002 - Segunda Divisão
O Campeonato Russo de Futebol - Segunda Divisão de 2002 foi o décimo primeiro torneio desta competição. Participaram dezoito equipes. O nome do campeonato era "Primeira Divisão" (Perváia Divizion), dado que a primeira divisão era a "Divisão Suprema" (Vysshaia Divizion). O campeão e o vice são promovidos e dois são rebaixados para a terceira divisão.

## Participantes
| Equipe                      | Cidade        | Região              | No ano anterior                                                    | Estádio                     | Capacidade | Títulos                     | Participações |
| --------------------------- | ------------- | ------------------- | ------------------------------------------------------------------ | --------------------------- | ---------- | --------------------------- | ------------- |
| FC Lokomotiv Chita          | Chita         | Oblast de Chita     | Décimo Quinto Lugar                                                | Estádio Lokomotiv           | 12.500     | 0 (não possui)              | 11            |
| FC SOYUZ-Gazprom Ijevsk     | Ijevsk        | Udmúrtia            | Décimo Terceiro Lugar                                              | Estádio Central Republicano | 19.200     | 0 (não possui)              | 8             |
| PFC Spartak Nalchik         | Nalchik       | Cabárdia-Balcária   | Quinto Lugar                                                       | Estádio Spartak             | 14.400     | 0 (não possui)              | 9             |
| FC Kristall Smolensk        | Smolensk      | Oblast de Smolensk  | Décimo Lugar                                                       | Estádio Spartak             | 12.500     | 0 (não possui)              | 6             |
| FC Rubin Kazan              | Cazã          | Tartaristão         | Oitavo Lugar                                                       | Estádio Central de Cazã     | 28.500     | 0 (não possui)              | 7             |
| FC Tom Tomsk                | Tomsk         | Oblast de Tomsk     | Sétimo Lugar                                                       | Estádio Trud                | 15.000     | 0 (não possui)              | 7             |
| FC Volgar Gazprom Astracã   | Astracã       | Oblast de Astracã   | Sexto Lugar                                                        | Estádio Central             | 21.500     | 0 (não possui)              | 4             |
| FC Amkar Perm               | Perm          | Oblast de Perm      | Quarto Lugar                                                       | Estádio Zvezda              | 19.500     | 0 (não possui)              | 4             |
| FC Metallurg Krasnoyarsk    | Krasnoyarsk   | Krai de Krasnoyarsk | Nono Lugar                                                         | Estádio Central             | 22.500     | 0 (não possui)              | 6             |
| FC Lada Togliatti           | Togliatti     | Oblast de Samara    | Nono Lugar                                                         | Estádio Torpedo             | 18.000     | 1 (1993 (Zona Central))     | 7             |
| FC Khimki                   | Khimki        | Oblast de Moscovo   | Décimo Segundo Lugar                                               | Arena Khimki                | 18.000     | 0 (não possui)              | 2             |
| FC Kuban Krasnodar          | Krasnodar     | Krai de Krasnodar   | Terceiro Lugar                                                     | Estádio Kuban               | 32.000     | 0 (não possui)              | 6             |
| FC Neftekhimik Nizhnekamsk  | Nizhnekamsk   | Tartaristão         | Décimo Primeiro Lugar                                              | Estádio Neftekhimik         | 3.000      | 0 (não possui)              | 8             |
| FC Fakel Voronej            | Voronej       | Oblast de Voronej   | Rebaixado do Campeonato Russo de Futebol de 2001                   | Estádio da Central Sindical | 32.750     | 0 (não possui)              | 6             |
| FC Chernomorets Novorossisk | Novorossisk   | Krai de Krasnodar   | Rebaixado do Campeonato Russo de Futebol de 2001                   | Estádio Trud                | 12.500     | 2 (1993 (Zona Oeste), 1994) | 4             |
| FC SKVO Rostov do Don       | Rostov do Don | Oblast de Rostov    | Acesso pelo Campeonato Russo de Futebol de 2001 - Terceira Divisão | Estádio SKA SKVO            | 27.300     | 0 (não possui)              | 1             |
| FC SKA-Energiya Khabarovsk  | Khabarovsk    | Krai de Khabarovsk  | Acesso pelo Campeonato Russo de Futebol de 2001 - Terceira Divisão | Estádio Lênin               | 15.200     | 0 (não possui)              | 3             |
| FC Dínamo São Petersburgo   | Petrogrado    | São Petersburgo     | Acesso pelo Campeonato Russo de Futebol de 2001 - Terceira Divisão | Estádio Petrovsky           | 21.570     | 0 (não possui)              | 2             |

## Regulamento
O campeonato foi disputado no sistema de pontos corridos em turno e returno. Ao final, o campeão e o vice eram promovidos para o Campeonato Russo de Futebol de 2003 e duas equipes eram rebaixadas diretamente para o Campeonato Russo de Futebol de 2003 - Terceira Divisão.

## Resultados do Campeonato
Rubin foi o campeão; junto com o vice, Chernomorets, foi promovido para a primeira divisão russa.

SKVO e Metallurg de Krasnoiarsk foram rebaixados para a terceira divisão russa.

## Campeão
| Campeão Russo da Segunda Divisão de 2002 |
| ---------------------------------------- |
| FC Rubin Kazan 1° Título                 |